# Paradoks Banacha i Tarskoga
Paradoks Banacha i Tarskoga teorem je iz teorije skupova geometrije u kojem se navodi sljedeće: Za kuglu iz trodimenzionalnog prostora postoji razložba te kugle u konačan broj zasebnih podskupova koji se onda mogu ponovno sastaviti na drugačiji način da daju dvije jednake kopije originalne kugle. Doista, proces montaže uključuje samo kretanje figura i njihovo okretanje, bez promjene njihova oblika. Međutim, ovi komadi nisu sami po sebi  "čvrsta tijela", već beskonačno raspršene točke. Rekonstrukcija se može izvesti i sa samo 5 komada.
Jači oblik teorema implicira da se bilo koja dva "razumna" tvrda predmeta (na primjer, mala kugla i velika kugla), mogu sklopiti jedan u drugi. To se često neformalno spominje kao izraz "grašak se može izreckati i složiti u sunce" i zove se "paradoks graška i sunca".
Razlog zašto se teorem Banacha i Tarskoga zove paradoks jest u tome što se suprotstavlja osnovnoj geometrijskoj intuiciji. "Udvostručenje kugle", dijeljenje nje na dijelove i pomicanje tih dijelova rotacijom i translacijom, bez ikakvih istezanja, savijanja ili  dodavanja novih točaka čini se nemogućim, jer sve te operacije trebaju, intuitivno gledano, zadržati volumen. Intuicija da te operacije čuvaju zadani volumen nije matematički apsurdna i čak je uključena u formalnu definiciju volumena. Međutim, to nije primjenjivo ovdje, jer zbog njihove velike poroznosti nije moguće odrediti volumen podskupova u pitanju. Njihovo ponovno sklapanje reproducira obujam koji je različit od početnog.
Za razliku od većine teorema u geometriji, dokaz ovog rezultata ovisi o krucijalnom odabiru aksioma za teoriju skupova. To može biti dokazano aksiomom izbora koji omogućava izgradnju nemjerljivih skupova, odnosno skupova točaka koje nemaju volumen u uobičajenom smislu te čija izgradnja zahtijeva bezbroj opcija.
Prikazano je 2005. da postoji način kojim se dijelovi nastali razlaganjem mogu pomicati i slagati bez sudaranja.
Poučak Banacha i Tarskoga jedan je od čudnih posljedica aksioma izbora. Sastavljen je 1924. godine. Neka je k ma kako mala, a K ma kako velika kugla. Tada postoje particije:
{\displaystyle k=k_{1}\cup ...\cup k_{n}}  i {\displaystyle K=K_{1}\cup ...\cup K_{n}}
pri čemu vrijedi da je {\displaystyle k_{1}} kongruentno {\displaystyle K_{i}}  odnosno postoji bijekcija koja čuva udaljenost) za sve {\displaystyle i=1,...n}.

## Napomene
1. ↑  Tao, Terence (2011).
2. ↑  Wagon, Corollary 13.3
3. ↑  Prirodoslovno matematički fakultet u Zagrebu  Arhivirana inačica izvorne stranice od 8. listopada 2019. (Wayback Machine) Mladen Vuković: Neki osnovni pojmovi teorije skupova, 2004. str.  6 (pristupljeno 20. studenoga 2019.)